# Vasil Oleksandrovič Abašin
Vasil Oleksandrovič Abašin, ukrajinsky Васи́ль Олекса́ндрович Аба́шин, (* 3. října 1940, Verbovec, Ukrajina) je ukrajinský keramik.
V období 1963–1967 působil v továrně Tarase Ševčenka, 1967–1995 pracoval v uměleckém ateliéru. Od roku 1995 je na volné noze. Třikrát se účastnil republikových výstav (1973, 1986, 1988) a v roce 1988 i všesvazové. Jeho díla jsou uložena v muzeu lidových umění v městě Kolomyja.
V roce 1983 obdržel titul Mistr národního lidového umění.